# Comtesse de Kermel
Comtesse de Kermel (pravo ime Thérèse Villard de Kermel), francoska tenisačica, * 15. junij 1874, Pariz, † 13. junij 1955, Bénodet.
Največji uspeh je dosegla leta 1907, ko je osvojila turnir za Državno prvenstvo Francije. V finalu je premagala Catherine d'Aliney d'Elva, ki je po porazu v prvem nizu dvoboj predala.

## Finali Grand Slamov

### Posamično (1)

#### Zmage (1)
| Leto | Turnir                     | Nasprotnica v finalu      | Rezultat finala |
| 1907 | Državno prvenstvo Francije | Catherine d'Aliney d'Elva | 6—1 pred.       |